# Friedrich Saemisch
Fritz Saemisch (Berlín, 20 de septiembre de 1896 - 16 de agosto de 1975) fue un jugador de ajedrez alemán. Fue uno de los primeros galardonados con el título de Gran maestro internacional otorgado por la FIDE en 1950.
Fue uno de los jugadores más fuertes de su tiempo, aunque no logró destacar tanto como otros grandes jugadores de la época, como Emmanuel Lasker, Capablanca y Alexander Alekhine. No obstante consiguió grandes triunfos deportivos, como los torneos de Viena 1921, Baden-Baden 1925 (tercero tras Alekhine y Akiba Rúbinstein), Berlín 1927. Incluso le ganó un encuentro a Richard Réti.

## Biografía
Saemisch era hijo de un sastre y una empleada doméstica. Tras la quiebra del negocio paterno, la familia comenzó a decaer socialmente. Alrededor de 1910, su padre falleció en un accidente de tráfico, tras lo cual el niño tuvo que abandonar la escuela y comenzar un aprendizaje como encuadernador. A partir de 1915, sirvió como soldado en la Primera Guerra Mundial. Resultó gravemente herido dos veces y tuvo que pasar más de dos años hospitalizado. Durante este tiempo, Saemisch se dedicó seriamente al ajedrez, que había "descubierto y aprendido por su cuenta" en 1910. Debido a una lesión de guerra (parálisis cubital), posteriormente no pudo ejercer su profesión.
A partir de entonces, su carrera profesional ajedrecística dominó su vida privada. En mayo de 1928, Saemisch se casó con Aloisia Josefina Fiala en Gablonz, pero ella lo abandonó a finales de ese mismo año.
A principios de 1944, Saemisch se convirtió en blanco de la justicia nazi. Fue arrestado el 7 de enero acusado de realizar declaraciones derrotistas. Había hecho declaraciones durante un viaje en tren a un torneo en Tréveris, las cuales un informante transmitió a la policía ferroviaria. Permaneció en prisión preventiva durante más de cuatro meses, acusado en virtud del Código Penal Especial de Guerra y la Ley de Traición. Esto podría haberle acarreado la pena de muerte. Sin embargo, el 12 de mayo de 1944, Saemisch fue absuelto por el Tribunal Superior Regional de Kassel.

## Carrera ajedrecística
Tras ser miembro temporal del Club de Ajedrez Obrero de Charlottenburg y del Club de Ajedrez Springer, su participación activa en torneos comenzó en otoño de 1918, al unirse a la Sociedad de Ajedrez de Berlín. Allí, Saemisch logró el segundo puesto en su primer torneo, el torneo de invierno del club. En el Campeonato de Berlín de 1918, terminó tercero, y en el de 1919, compartió el segundo y el cuarto puesto. En el verano de 1920, ganó el torneo principal de la Federación Alemana de Ajedrez.  En 1921, quedó segundo, por detrás de Ehrhardt Post, en el Campeonato Alemán de Hamburgo. En vista de estos éxitos, decidió ganarse la vida como ajedrecista profesional.
En la década de 1920 fue uno de los jugadores más fuertes de Alemania. Sus mayores éxitos fueron una victoria en un partido contra Richard Réti en 1922 (4 victorias, 1 derrota, 3 empates), la victoria en el torneo de Viena de 1921 y el tercer puesto, detrás de Alexander Alekhine y Akiba Rubinstein, en el Torneo Internacional de Baden-Baden en 1925. En 1929, en Duisburg, consiguió el tercer puesto en el Campeonato Alemán Individual , que ganó Carl Ahues. Saemisch también es uno de los pocos jugadores en ganar una partida contra el entonces casi imbatible José Raúl Capablanca. Tras un error inicial del excampeón del mundo, Saemisch ganó una pieza y la partida en su partida en Karlsbad en 1929.
Participó con el equipo alemán en la Olimpíada de Ajedrez de 1930 en Hamburgo y terminó tercero,  el mismo éxito que logró en la Olimpíada de Ajedrez no oficial de 1936 en Múnich.
Aunque Saemisch era un excelente jugador de blitz, no lograba administrar bien su tiempo en las partidas de torneo, lo que le costó muchos puntos. Un curioso incidente ocurrió en un torneo en Büsum en 1969, cuando perdió sus 15 partidas por agotamiento del tiempo. Saemisch también ostenta el récord de la partida más corta perdida por agotamiento del tiempo . A pesar de un control de tiempo de dos horas y media, superó el límite de tiempo en la duodécima jugada de una partida disputada en Praga en 1938 .
Saemisch también era conocido por sus torneos simultáneos y simultáneos a ciegas , en estos últimos jugaba contra hasta 20 oponentes al mismo tiempo.
En 1923, Saemisch perdió una partida contra Aaron Nimzowitsch , que pasó a la historia del ajedrez como la “Partida Inmortal del Zugzwang”.
Fritz Saemisch fue nombrado Gran Maestro por la FIDE en 1950. Logró su mejor calificación Elo histórica de 2665 en julio de 1929.
Como jugador, tenía fama de meterse en problemas de tiempo, aunque, de forma algo inconsistente, era un buen jugador de ajedrez relámpago. También se decía que era un excelente jugador de ajedrez a ciegas, y el campeón mundial Alexander Alekhine comentó: «De todos los maestros modernos a los que he tenido ocasión de observar jugando al ajedrez a ciegas, Saemisch es el que más me interesa; su gran técnica, su velocidad y su precisión siempre me han causado una profunda impresión».
Quizás su partida más famosa sea la que perdió contra Nimzowitsch en Copenhague 1923 en la Partida inmortal de zugzwang. Sin embargo, también jugó muchas partidas hermosas, una de ellas fue su victoria contra Grünfeld en Karlovy Vary 1929, que ganó un premio a la brillantez. En el mismo torneo también ganó contra José Raúl Capablanca. El antiguo campeón del mundo perdió una pieza en la apertura, pero no abandonó, como suele ocurrir en estos casos en las partidas de grandes maestros, aunque fue en vano, ya que esta desventaja era demasiado grande incluso para un jugador de su categoría.
A la edad de 73 años, en 1969, Saemisch jugó un torneo «in memoriam» de Adolf Anderssen en Büsum, Alemania, y otro torneo en Linköping, Suecia, pero perdió todas las partidas en ambos eventos (quince en el primero y trece en el segundo) por control de tiempo.

## Contribuciones a la teoría de las aperturas
Saemisch hizo grandes contribuciones a la teoría de aperturas. La más famosa es su línea contra la Defensa india de rey: Sistema Saemisch; en la que la estructura de peones c4, d4, e4 y f3 está pensada para atacar el flanco de rey tan pronto como el negro se enroque corto. El blanco enrocará largo y lanzará los peones g y h contra su rival. Este sistema hizo estragos entre sus rivales durante muchos años, y obligó a sus rivales a estudiar profundamente la variante para contrarrestarla.